# Веннекер, Ханс
Йоханнес Герардус Николаас Веннекер (нидерл. Johannes Gerardus Nicolaas Venneker; род. 5 марта 1945, Роттердам, Южная Голландия) — нидерландский футболист, нападающий.

## Клубная карьера
Ханс Веннекер родился в Роттердаме. До того, как ему исполнилось 18 лет, он играл на позиции вратаря. 29 ноября 1964 года в возрасте 19 лет он забил пять голов и принёс победу клубу «Фейеноорд». До сих пор он является единственным игроком «Фейеноорда», забившим так много мячей в одном матче.
В 1967 году перешёл в НЕК и провёл в клубе один сезон. В 1968 году перешёл в «Спарту» и был назначен на позицию правого защитника.
Завершил карьеру футболиста в 1977 году.

## Карьера в сборной
Веннекер также выступал за национальную сборную Нидерландов, проведя четыре матча, но не забив ни одного гола.

## Статистика

### Матчи Веннекера за сборную Нидерландов
| Матчи Веннекера за сборную Нидерландов | Матчи Веннекера за сборную Нидерландов | Матчи Веннекера за сборную Нидерландов | Матчи Веннекера за сборную Нидерландов | Матчи Веннекера за сборную Нидерландов | Матчи Веннекера за сборную Нидерландов |
| -------------------------------------- | -------------------------------------- | -------------------------------------- | -------------------------------------- | -------------------------------------- | -------------------------------------- |
| №                                      | Дата                                   | Соперник                               | Счёт                                   | Голы Веннекера                         | Соревнование                           |
| 1                                      | 10 октября 1971                        | ГДР                                    | 3:2                                    | —                                      | Чемпионат Европы 1972 (отбор)          |
| 2                                      | 17 ноября 1971                         | Люксембург                             | 8:0                                    | —                                      | Чемпионат Европы 1972 (отбор)          |
| 3                                      | 1 декабря 1971                         | Шотландия                              | 2:1                                    | —                                      | Товарищеский матч                      |
| 4                                      | 16 февраля 1972                        | Греция                                 | 5:0                                    | —                                      | Товарищеский матч                      |

Итого: 4 матча / 0 голов; 4 победы, 0 ничьих, 0 поражений.